# Сыдийско-Поле
Сыдийско-Поле (болг. Съдийско поле) — село в Болгарии. Находится в Сливенской области, входит в общину Нова-Загора. Население составляет 428 человек.

## Политическая ситуация
В местном кметстве Сыдийско-Поле, в состав которого входит Сыдийско-Поле, должность кмета (старосты) исполняет Минчо Стоянов Барымов (Земледельческий народный союз (ЗНС)) по результатам выборов правления кметства.
Кмет (мэр) общины Нова-Загора — Николай Георгиев Грозев (Граждане за европейское развитие Болгарии (ГЕРБ)) по результатам выборов в правление общины.